# Cyclosa turvo
Cyclosa turvo là một loài nhện trong họ Araneidae.
Loài này thuộc chi Cyclosa. Cyclosa turvo được Herbert Walter Levi miêu tả năm 1999.